# Marquesado de Villaviciosa
El marquesado de Villaviciosa es un título nobiliario español creado el 8 de abril de 1668 por el rey Carlos II a favor de Diego Gabriel del Águila y Manuel de Lando.

## Marqueses de Villaviciosa
- Diego Gabriel del Águila y Manuel de Lando, I marqués de Villaviciosa, hijo de Diego Gabriel del Águila, señor de Villaviciosa, y de su esposa Aldonza Manuel, hija de Gonzalo Manuel, señor de las Cuevas, y de su esposa María de Deza.[3]

Le sucedió su hijo:
- Diego Felipe del Águila, II marqués de Villaviciosa.

Sin descendencia, le sucedió su hermana:
- Teresa del Águila; III marquesa de Villaviciosa:[4]

- Pedro del Águila, IV marqués de Villaviciosa.

Casó con Francisca Felipa Vázquez de Coronado, hija de Juan Antonio Vázquez Coronado, vizconde de Monterrubio, y María González Rodríguez de las Varillas. Le sucedió su hijo:
- Joaquín del Águila, V marqués de Villaviciosa.

Murió sin descendencia y le sucedió su hermana:
- Ana María del Águila Acuña y Vázquez (n. Ávila, 6 de agosto de 1689), VI marquesa de Villaviciosa y condesa de Requena.

Casó, en Salamanca el 30 de agosto de 1707, con Joaquín Gregorio Bejarano y Girón (Trujillo, 11 de diciembre de 1689-Madrid, 1 de agosto de 1741), VI marqués de Sofraga, caballero de la Orden de Alcántara. El matrimonio tuvo cuatro hijos que fueron retratados por Goya en 1791. Le sucedió su hijo;
- Vicente Antonio Bejarano y del Águila, VII marqués de Villaviciosa y marqués de Sofraga.

Contrajo matrimonio con María de Arocha y Vera, sin  descendencia. Le sucedió su hermano;
- Domingo Bejarano y del Águila, VIII marqués de Villaviciosa, marqués de Sofraga, marqués de Coquilla, donde de Requena y de Montalbo, vizconde de Monterrubio.

Casado con Rosolea Douché, sin descendencia, le sucedió su hermana:
- Francisca María Bejarano y del Águila, IX marquesa de Villaviciosa[4][a] (Trujillo, 23 de mayo de 1722-11 de marzo de 1811),[6] marquesa de Sofraga, de Coquilla, condesa de Requena y de Montalbo y vizcondesa de Monterrubio.

Contrajo matrimonio el 10 de diciembre de 1747 con Vicente María de Vera de Aragón y Enríquez de Navarra (Mérida, 2 de julio de 1731-Madrid, 5 de abril de 1813), I duque de La Roca, grande de España, V marqués de Peñafuerte. Los dos hijos de este matrimonio, Manuel María (m. 8 de marzo de 1784) y Vicente Javier de Vera Ladrón de Guevara (Mérida, 29 de octubre de 1753-5 de noviembre de 1800) fallecieron en vida de sus padres. Vicente Javier contrajo matrimonio con Mariana Nin de Zatrillas y Sotomayor, VI duquesa de Sotomayor, grande de España, IX condesa de Crecente y VII marquesa de Tenorio. Le sucedió su nieta:
- María Teresa Vera de Aragón y Nin (Madrid, 15 de febrero de 1798-Madrid, 28 de diciembre de 1855), X marquesa de Villaviciosa, II duquesa de la Roca.

Contrajo matrimonio con Juan Gualberto de Alcázar y Zúñiga, VI marqués del Valle de la Paloma. Le sucedió su hijo;
- Vicente Ferrer del Alcázar y Vera de Aragón, (Madrid, 10 de febrero de 1820-Madrid, 25 de julio de 1878), XI marqués de Villaviciosa, III duque de la Roca, grande de España, VII marqués del Valle de la Paloma, XII de Sofraga, VIII de Tenorio, XII conde de Requena y VI marqués de Coquilla.[9]

Casó, el 25 de agosto de 1841 en Madrid, con María de la Concepción del Nero y Salamanca (Madrid, 8 de diciembre de 1820-1889), hija de Felipe del Nero y Acevedo, conde de Castroponce y de Torrehermosa, y de Lorenza de Salamanca y Martínez de Pisón.  Le sucedió su hijo:
- Juan Gualberto Alcázar y Nero (Madrid, 17 de enero de 1849-Madrid, 9 de septiembre de 1935), XII marqués de Villaviciosa, V duque de la Roca, grande de España, conde de Torrehermosa y de Castroponce, senador por la provincia de Teruel y por derecho propio.[10][11]

Soltero sin descendencia, le sucedió:
- María del Carmen de Saavedra y Collado Salamanca y del Alcázar (Madrid, 21 de julio de 1889-Sevilla, 23 de abril de 1967), XIII marquesa de Villaviciosa, hija de José de Saavedra y Salamanca, II marqués de Viana, grande de España, y de Mencía del Collado y del Alcázar, IX marquesa del Valle de la Paloma.[12]

Contrajo matrimonio en Cardona, Córdoba el 20 de diciembre de 1920 con quien fue su primer marido, Hernando Carlos María Teresa Fitz-James Stuart y Falcó (Madrid, 3 de noviembre de 1882-Paracuellos, 8 de noviembre de 1936), XIII marqués de Valderrábano, XI conde de Montijo, grande de España, gentilhombre de la cámara de Alfonso XIII y senador. Le sucedió su nieto:
- Jacobo Hernando Fitz-James Stuart y Gómez, XIV marqués de Villaviciosa.[14]